# Garlasco
Garlasco là một đô thị ở tỉnh Pavia trong vùng Lombardia của Ý, có cự ly khoảng 35 km về phía tây nam của Milan và khoảng 20 km về phía tây của Pavia. Tại thời điểm ngày 31 tháng 12 năm 2004, đô thị này có dân số 9.343 người và diện tích là 39 km².
Đô thị Garlasco có các frazione (subdivision) Bozzola.
Garlasco giáp các đô thị sau: Alagna, Borgo San Siro, Dorno, Gropello Cairoli, Tromello, Zerbolò.